# Oberkommando der Wehrmacht
O Oberkommando da Wehrmacht, OKW, (alemão: [ˈoːbɐkɔˌmando deːɐ̯ ˈveːɐ̯ˌmaxt] (escutarⓘ), (em português: Alto Comando das Forças Armadas), foi o escritório supremo de comando e controle militar da Alemanha Nazista durante a Segunda Guerra Mundial. Criado em 1938, o OKW substituiu o Ministério da Guerra do Reich e supervisionou os altos comandos individuais das forças armadas do país: o Exército (Heer), a Marinha (Kriegsmarine) e a Força Aérea (Luftwaffe).
A rivalidade com os comandos das diferentes forças, principalmente com o Oberkommando des Heeres (OKH), impediu que o OKW se tornasse um Estado-Maior alemão unificado em uma cadeia de comando eficaz, embora tenha ajudado a coordenar as operações entre os três serviços. Durante a guerra, o OKW adquiriu cada vez mais poderes operacionais. Em 1942, o OKW era responsável por todos os teatros, exceto pela Frente Oriental. No entanto, Adolf Hitler manipulou o sistema para evitar que qualquer comando assumisse um papel dominante na tomada de decisões. Este método de “dividir para conquistar” ajudou a colocar a maioria das decisões militares nas próprias mãos de Hitler, o que por vezes incluía até mesmo aquelas que afetavam os combates a nível de batalhão, uma prática que, devido a atrasos burocráticos e ao agravamento da indecisão de Hitler à medida que a guerra avançava, acabaria por contribuir para a derrota da Alemanha.

## Origem
O OKW foi estabelecido por decreto executivo em 4 de fevereiro de 1938, no rescaldo do caso Blomberg-Fritsch, que levou à demissão do Comandante em chefe das Forças Armadas e chefe do Ministério da Guerra do Reich, Werner von Blomberg, bem como o Comandante em chefe do Exército, Werner von Fritsch.
Adolf Hitler, que esperava por uma oportunidade para obter controle pessoal sobre os militares alemães, rapidamente aproveitou o escândalo, usando os poderes que lhe foram concedidos pela Enabling Act para o fazer. O decreto dissolveu o ministério e substituiu-o pelo OKW. O OKW estava diretamente subordinado a Hitler na sua posição como Oberster Befehlshaber der Wehrmacht (trad. Comandante Supremo das Forças Armadas), em detrimento da estrutura militar existente.
O OKW foi liderado pelo Marechal de Campo Wilhelm Keitel como Chefe do OKW com o posto de Ministro do Reich, o que essencialmente fez dele a segunda pessoa mais poderosa na hierarquia das forças armadas, depois de Hitler. O próximo oficial depois de Keitel foi o Tenente-general Alfred Jodl, que serviu como Chefe do Estado-Maior de Operações do OKW. No entanto, apesar desta hierarquia aparentemente poderosa, os oficiais militares alemães desconsideraram a posição de Keitel, considerando-o nada mais do que um lacaio de Hitler. Outros oficiais muitas vezes tinham acesso direto ao Führer como oficiais com a patente de Marechal de Campo, enquanto outros oficiais até superaram Keitel, sendo um exemplo o Comandante em chefe da Luftwaffe, Hermann Göring. Esta posição idealmente significava que Göring estava subordinado a Keitel mas seu posto alternativo de Reichsmarschall fez dele a segunda pessoa mais poderosa da Alemanha depois de Hitler, e ele usou esse poder alternativo para contornar Keitel e acessar Hitler diretamente sempre que desejasse.
Em junho de 1938, o OKW compreendia quatro departamentos:
- Wehrmacht-Führungsamt (WFA; inicialmente Amtsgruppe Führungsstab bezeichnet, renomeado Wehrmachtführungsstab (WFST) em agosto de 1940)[14] – pessoal de operações. Chefe: Coronel-general Alfred Jodl, 1 de setembro de 1939 – 8 de maio de 1945:
  - Abteilung Landesverteidigungsführungsamt (WFA/L) – um subdepartamento através do qual todos os detalhes do planejamento operacional eram elaborados e a partir do qual todas as ordens operacionais eram comunicadas ao OKW. Chefe: Major-general Walter Warlimont, 1 de setembro de 1939 – 6 de setembro de 1944; Major-general Horst Freiherr Treusch von Buttlar-Brandenfels, 6 de setembro de 1944 – 30 de novembro de 1944; General August Winter, 1 de dezembro de 1944 - 23 de abril de 1945;
  - Wehrmacht Propaganda Troops – sua função era produzir e divulgar materiais de propaganda dirigidos às tropas alemãs e à população. Chefe: General Hasso von Wedel 1 de setembro de 1939 – 8 de maio de 1945; o departamento supervisionava as numerosas empresas de propaganda (Propagandakompanie) da Wehrmacht e da Waffen-SS, ligadas às tropas combatentes.[15] No seu auge, em 1942, as tropas de propaganda incluíam 15.000 homens.[16] Entre os materiais de propaganda produzidos estava o Wehrmachtbericht, o comunicado oficial de notícias sobre a situação militar da Alemanha e destinado ao consumo interno e externo;[16]
  - Heeresstab – Estado-Maior do Exército. Chefe: General Walther Buhle, 15 de fevereiro de 1942 – 8 de maio de 1945;
  - Inspekteur der Wehrmachtnachrichtenverbände – Chefe de Gabinete, Wehrmacht Signal Corps.
- Amt Ausland/Abwehr – inteligência estrangeira:[17]
  - Zentralabteilung – departamento central. Chefe: Major-general Hans Oster, 1 de setembro de 1939 – janeiro de 1944;
  - Abteilung Ausland - estrangeiro. Chefe: Almirante Leopold Bürkner, 15 de junho de 1938;
  - Abteilung I, Nachrichtenbeschaffung – inteligência. Chefe: Coronel Hans Piekenbrock, 1 de setembro de 1939 – março de 1943; Coronel Georg Hansen, março de 1943 – fevereiro de 1944;
  - Abteilung II, Sonderdienst – serviço especial. Chefe: Coronel Erwin von Lahousen, 1 de setembro de 1939 – julho de 1943; Coronel Wessel Freytag von Loringhoven, julho de 1943 – junho de 1944;
  - Abteilung III, Abwehr – contra-inteligência. Chefe: Coronel Franz Eccard von Bentivegni, 1 de março de 1941;
  - Auslands(telegramm)prüfstelle – comunicações estrangeiras.
- Wirtschafts und Rüstungsamt – fornecimento;
- Amtsgruppe Allgemeine Wehrmachtsangelegenheiten – assuntos diversos;
  - Deutsche Dienststelle (WASt) – centro de informações para vítimas de guerra e prisioneiros de guerra.

O WFA substituiu o Wehrmachtsamt (Gabinete das Forças Armadas) que existiu entre 1935 e 1938 no Ministério da Guerra do Reich, chefiado por Keitel. Hitler promoveu Keitel a Chefe do OKW (Chef des OKW), ou seja, Chefe do Alto Comando das Forças Armadas. Como chefe da WFA, Keitel nomeou Max von Viebahn, embora após dois meses ele tenha sido afastado do comando, e este cargo não foi preenchido até a promoção de Alfred Jodl. Para substituir Jodl no Abteilung Landesverteidigungsführungsamt (WFA/L), Walter Warlimont foi nomeado. Em dezembro de 1941, novas mudanças ocorreram com a (WFA/L) sendo fundida na Wehrmacht-Führungsamt e perdendo seu papel como organização subordinada. No entanto, estas mudanças foram em grande parte cosméticas, uma vez que o pessoal-chave permaneceu no cargo e continuou a cumprir as mesmas funções.

## Lista de comandantes
| Número | Retrato | Chefe do OKW                                    | Início                 | Término            | Duração         | Ref.   |
| ------ | ------- | ----------------------------------------------- | ---------------------- | ------------------ | --------------- | ------ |
| 1      |         | Generalfeldmarschall Wilhelm Keitel (1882–1946) | 4 de fevereiro de 1938 | 13 de maio de 1945 | 7 anos, 98 dias | [ 18 ] |
| 2      |         | Generaloberst Alfred Jodl (1890–1946)           | 13 de maio de 1945     | 23 de maio de 1945 | 10 dias         | [ 19 ] |

| Número | Retrato | Chefe do OKW                                | Início                  | Término            | Duração          | Ref.   |
| ------ | ------- | ------------------------------------------- | ----------------------- | ------------------ | ---------------- | ------ |
| 1      |         | Generalleutnant Max von Viebahn (1888–1980) | 21 de fevereiro de 1938 | abril de 1938      | 2 meses          | –      |
| 2      |         | Generaloberst Alfred Jodl (1890–1946)       | 1 de setembro de 1939   | 13 de maio de 1945 | 5 anos, 254 dias | [ 11 ] |

## Operações
Oficialmente, o OKW serviu como Estado-Maior militar do Terceiro Reich, coordenando os esforços do Exército, da Marinha e da Força Aérea. Na prática porém Hitler usou o OKW como seu estado-maior militar traduzindo suas ideias em ordens militares como as Diretivas do Führer, e emitindo-os para os três serviços, tendo pouco controle sobre eles. No entanto, à medida que a guerra avançava, o OKW viu-se exercendo cada vez mais autoridade de comando direto sobre unidades militares, especialmente no Ocidente. Isto criou uma situação tal que, em 1942, o OKW detinha o comando de facto das forças ocidentais, enquanto o Alto Comando do Exército controlava diretamente a Frente Oriental. Somente em 28 de abril de 1945 (dois dias antes de seu suicídio) é que Hitler colocou o OKH diretamente sob o comando do OKW, dando finalmente a este último o comando total das forças armadas alemãs.
Fiel à sua estratégia de colocar diferentes partes da burocracia nazista para competir por seu favor em áreas onde a sua administração se sobrepunha, Hitler garantiu que houvesse uma rivalidade entre o OKW e o OKH. Como a maioria das operações alemãs durante a Segunda Guerra Mundial foram controladas pelo exército (com o apoio da Luftwaffe), o OKH exigiu o controle das forças militares alemãs. No entanto, Hitler decidiu contra o OKH em favor do OKW supervisionar as operações em muitos teatros terrestres, apesar de ser o chefe do OKH. À medida que a guerra avançava, mais e mais influência passou do OKH para o OKW, sendo a Noruega o primeiro "teatro de guerra do OKW". Mais e mais áreas ficaram sob controle total do OKW. Finalmente, apenas a Frente Oriental permaneceu sob domínio do OKH. No entanto, como a Frente Oriental era de longe o principal campo de batalha dos militares alemães, o OKH ainda era influente.
O OKW conduziu operações militares na frente ocidental, no Norte da África e na Itália. No oeste, as operações foram divididas entre o OKW e o Oberbefehlshaber West (OBW, Comandante em Chefe Oeste), que era o Generalfeldmarschall Gerd von Rundstedt (sucedido pelo Marechal de campo Günther von Kluge).
Houve ainda mais fragmentação já que as operações da Kriegsmarine e da Luftwaffe tinham comandos próprios (o Oberkommando der Marine (OKM) e o Oberkommando der Luftwaffe (OKL)) que, embora teoricamente subordinados, eram em grande parte independentes do OKW ou do OBW. Outras complicações nas operações do OKW também surgiram em circunstâncias como quando em 19 de dezembro de 1941, Hitler demitiu Walther von Brauchitsch como Comandante em chefe do Exército, após o fracasso da Batalha de Moscou, e assumiu a posição anterior de von Brauchitsch, reportando-se essencialmente diretamente a si mesmo, uma vez que o Comandante em chefe do Exército reportava-se ao Comandante Supremo das Forças Armadas.
Em Berlim e Königsberg, o exército alemão tinha grandes Fernschreibstelle (escritórios de teleimpressão) que coletavam mensagens matinais todos os dias de centros regionais ou locais. Eles também tinham um Geheimschreibstube, ou sala de criptografia, onde mensagens de texto simples podiam ser criptografadas em máquinas Lorenz SZ 40/42. Se enviados por rádio em vez de telefone fixo, eram interceptados e descriptografados em Bletchley Park, na Inglaterra, onde eram conhecidos como Fish. Algumas mensagens eram retornadas diariamente e outras eram entre Hitler e seus generais; ambos eram valiosos para a inteligência aliada.

## Tribunal Militar Internacional
Durante os Julgamentos de Nuremberg, o OKW foi indiciado, mas absolvido de ser uma organização criminosa por causa do Artigo 9 da Carta do Tribunal Militar Internacional.
"Na opinião do Tribunal, o Estado-Maior e o Alto Comando não são uma "organização" nem um "grupo". Embora o Tribunal seja da opinião de que o termo "grupo" no Artigo 9 deve significar algo mais do que esta coleção de oficiais militares, ele ouviu muitas evidências quanto à participação desses oficiais no planejamento e na condução de guerras agressivas, e no cometimento de guerras. crimes e crimes contra a humanidade. Esta evidência é, como para muitos deles, clara e convincente.
Foram responsáveis, em grande medida, pelas misérias e sofrimentos que atingiram milhões de homens, mulheres e crianças. Eles têm sido uma vergonha para a honrosa profissão das armas. Sem a sua orientação militar, as ambições agressivas de Hitler e dos seus colegas nazis teriam sido académicas e estéreis. Embora não fossem um grupo que se enquadrasse nas palavras da Carta, eram certamente uma casta militar implacável. O militarismo alemão contemporâneo floresceu brevemente com o seu recente aliado, o nacional-socialismo, tão bem ou melhor do que nas gerações do passado.
Muitos destes homens zombaram do juramento de obediência dos soldados às ordens militares. Quando convém à sua defesa, dizem que devem obedecer; quando confrontados com os crimes brutais de Hitler, que comprovadamente eram do conhecimento geral, dizem que desobedeceram. A verdade é que participaram activamente em todos estes crimes, ou sentaram-se em silêncio e aquiescentes, testemunhando a prática de crimes numa escala maior e mais chocante do que o mundo alguma vez teve a infelicidade de conhecer. Isto deve ser dito."
Apesar disso, tanto Keitel quanto Jodl foram condenados por crimes de guerra e sentenciados à morte por enforcamento.
Durante o julgamento subsequente do Alto Comando em 1947-48, quatorze oficiais da Wehrmacht foram acusados de crimes de guerra, especialmente para a Ordem dos Comissários executar comissários políticos soviéticos em territórios ocupados no leste, o assassinato de prisioneiros de guerra e a participação no Holocausto. Onze arguidos foram condenados a penas de prisão que variam entre três anos, incluindo o tempo de serviço, e prisão perpétua; dois foram absolvidos de todas as acusações e um cometeu suicídio durante o julgamento.